# Pietro Mascagni
Pietro Antonio Stefano Mascagni (7. prosince 1863, Livorno – 2. srpna 1945, Řím) byl italský hudební skladatel a dirigent, jeden z představitelů verismu. Jeho nejznámějším dílem je opera Sedlák kavalír (Cavalleria rusticana). Kromě oper komponoval vokální, instrumentální a duchovní hudbu. Byl jedním z prvních profesionálních italských skladatelů, kteří napsali hudbu k filmu.

## Život
Pietro Antonio Stefano Mascagni se narodil v Livornu 7. prosince 1863 jako syn pekaře. Matka zemřela na tuberkulózu, když mu bylo 10 let. Otec si přál, aby se stal právníkem, ale Pietra více přitahovala hudba, které se věnoval již během středoškolských studií. Na přímluvu svého strýce mohl v roce 1876 nastoupit na konzervatoř  v Livornu. U Alfreda Soffrediniho studoval harmonii a kontrapunkt.  
V šestnácti letech měl za sebou kompozici své první symfonie (c-moll) a řadu chrámových skladeb. V roce 1881 zkomponoval kantátu In Finlanda, se kterou zvítězil ve skladatelské soutěži v Miláně. O rok později byla uvedena jeho kantáta Alla gioia na text Friedricha Schillera.
Od roku 1881  studoval na milánské konzervatoři u Amilcare Ponchielliho a Michele Saladina. Jeho spolužákem byl o pět let starší Giacomo Puccini. Mascagni byl nespokojen se způsobem výuky a v roce 1885, aniž by dokončil studia, odešel  z Milána. Připojil se jako dirigent ke kočovné operetní společnosti, kterou vedl Vittorio Forli. Vystřídal ještě několik podobných zaměstnání. Ve společnosti Luigiho Marescy se seznámil i se svou budoucí manželkou, zpěvačkou Argenide Marcellina Carbognani, známou jako Lina. Nakonec se usadil ve městě Cerignola, kde mu starosta nabídl stálé místo dirigenta filharmonie. Rovněž vyučoval hru na klavír a zpěv. 
V červenci roku 1888 byla v Miláně vypsána soutěž na jednoaktovou operu, pro kterou Mascagni zkomponoval své nejslavnější dílo, operu Cavalleria rusticana. Milánskou soutěž vyhrál a byl pozván k  nastudování svého díla do Teatro Constanzi v Římě. Premiéra byla 17. května 1890 a úspěch byl ohromující. Během několika měsíců byla opera hrána po celé Itálii. V prosinci jí uvedl Gustav Mahler v Budapešti a následovaly operní scény po celém světě, od Buenos Aires až po Petrohrad. 
Mezitím se Mascagni 3. února 1889 oženil a hned následující den se mu narodil syn Domenico (Mimi). V roce 1891 se stal otcem syna Edoarda, který byl přezdíván Dino a další rok se narodila dcera Emi.
V roce 1895  přijal  funkci ředitele hudební konzervatoře Liceo Rossini (pojmenovaném na počest tamějšího rodáka Gioacchina Rossiniho) ve městě Pesaro , kam se  přestěhoval i s rodinou.
Úspěch operní prvotiny vyvolal velký zájem o další operní díla skladatele. Do roku 1898 chrlil tak Mascagni každým rokem nejméně jednu operu. Během života jich napsal celkem patnáct.  Opery byly sice příznivě přijímány, ale žádný ohromující úspěch se již nedostavoval. Většina se na repertoáru divadel udržela jen krátce. Jednou z výjimek je opera Iris (1898), která si získala značnou popularitu. Cestoval také jako dirigent prakticky po celém světě, uváděl své orchestrální skladby a písně. Na přelomu století absolvoval úspěšné turné po Rusku. Dostalo se mu i pocty řídit koncert k uctění památky Giuseppe Verdiho v roce 1901. V témže roce uvedl Verdiho Rekviem ve Vídni.
Náhle se však začalo zdát, že se štěstí od skladatele odvrací. Jeho americké turné bylo s výjimkou San Francisca neúspěšné. Pro porušení smlouvy byl dokonce zatčen.  V roce 1903 se po problémech s úřady v Pesaru přestěhoval do Říma. Tam se stal ředitelem prestižního ústavu Scuola Musicale Romana (Národní hudební škola) a od roku 1909 působil i v uměleckém vedení divadla Constanzi.  V roce 1910 se zamiloval do jedné ze svých sboristek, Anny Lolli. Jejich vztah byl tajný, ale o jeho intenzitě svědčí více než čtyři tisíce dopisů, které Mascagni své milence  napsal do konce života. 
V roce 1911 absolvoval sedmiměsíční, a tentokrát velmi úspěšné, turné po Jižní Americe. V Buenos Aires měla také premiéru jeho opera Isabeau. Poslední premiérou před vypuknutím války byla opera Parisina na libreto básníka Gabrielle d'Annunzia. Na premiéře v Miláně se sešli téměř všichni významní italští skladatelé té doby, včetně Pucciniho a Giordana.

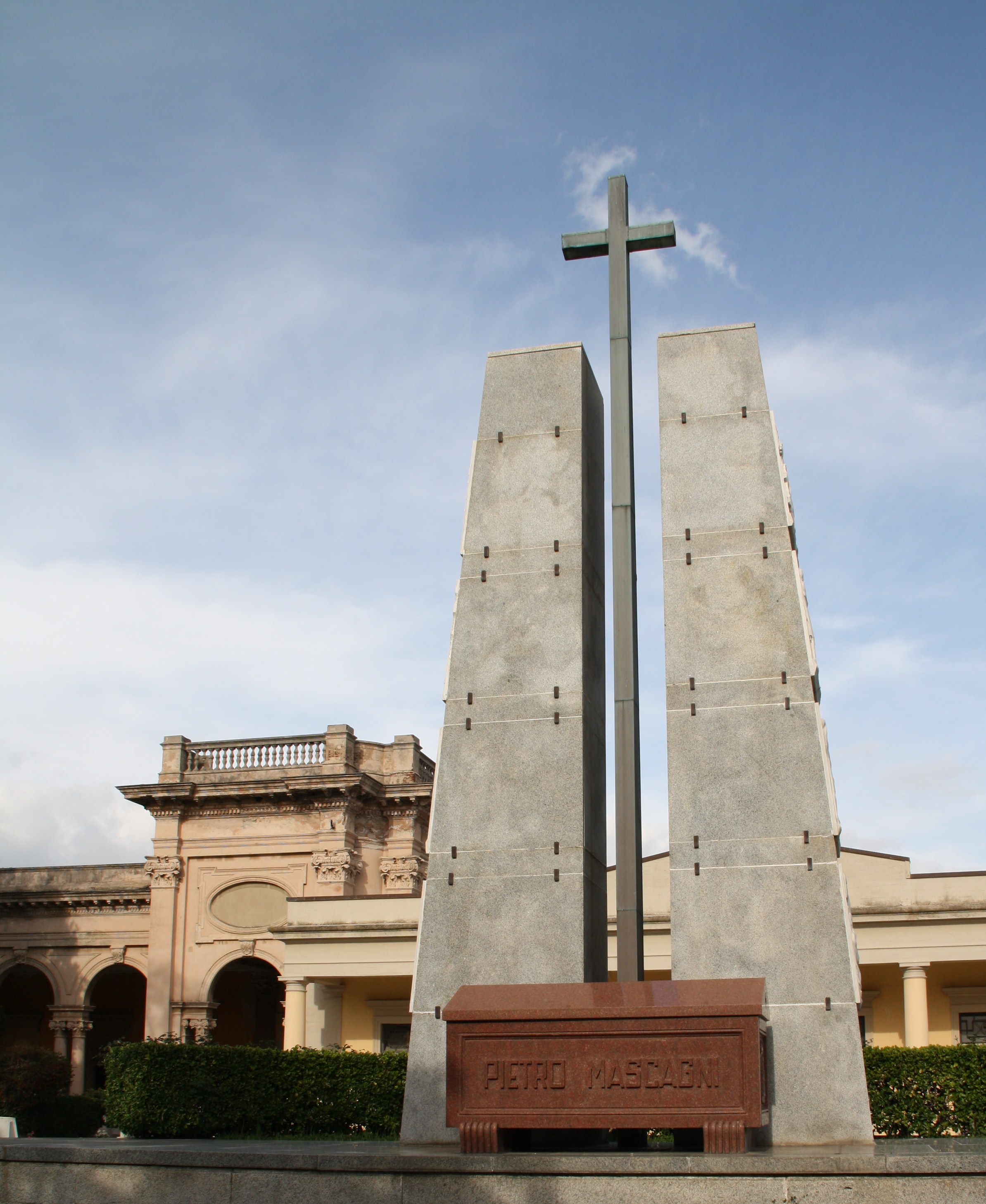
Mascagniho hrob v Livornu

Spolu s Puccinim vystupoval Mascagni ostře proti účasti Itálie v první světové válce. Měl k tomu i osobní důvod, neboť jeho syn Edoardo se stal válečným zajatcem. Po skončení války absolvoval ještě jednu cestu po Jižní Americe, kde slavil velké úspěchy, ale jako skladatel se již téměř odmlčel. V roce 1925 navštívil také Prahu. 
Mascagni od roku 1927 žil až do své smrti na Albergo Plaza v Římě. V roce 1929 byl jmenován členem nově založené Italské královské akademie (Reale Accademia d'Italia).  V roce 1932 vstoupil do fašistické strany Benita Mussoliniho. O tři roky později zemřel jeho syn Edoardo během Mussoliniho válečného tažení v Etiopii.
V lednu 1935 se divadle La Scala  v Miláně konala premiéra jeho poslední opery Nerone.  V roce 1940 se konaly oslavy 50 let jeho opery Cavalleria rusticana. Při této příležitosti byla pořízena representativní gramofonová nahrávka za autorova řízení. Sezóna 1943 – 1944 byla poslední operní sezónou Pietra Mascagniho. V  osmdesáti letech ukončil svou kariéru jako dirigent v divadle  Adriano v Římě. V Miláně i v Římě se rozloučil představením opery L'amico Fritz.
Zemřel 2. srpna 1945 ve svém bytě v Grand Hotel Plaza  v Římě. Pohřeb se konal 4. srpna za naprostého nezájmu představitelů italského státu. V roce 1951 byly jeho ostatky převezeny z Říma do rodného Livorna a teprve tehdy se mu dostalo oficiálního uznání.

## Dílo

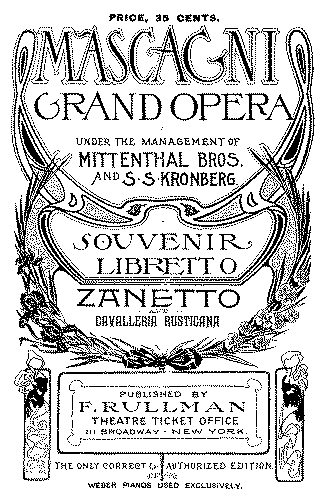

### Opery
- Sedlák kavalír (Cavalleria rusticana), 1890 Teatro Costanzi, Řím
- L'amico Fritz, 1891 Teatro Costanzi, Řím
- I Rantzau, 1892 Teatro della Pergola, Florencie
- Guglielmo Ratcliff (komponováno 1885), 1895 Teatro alla Scala, Milán
- Silvano, 1895 Teatro alla Scala, Milán
- Zanetto, 1896 Liceo Musicale G. Rossini, Pesaro
- Iris (Iris), 1898 Teatro Costanzi, Řím
- Le maschere, 1901 Teatro alla Scala, Milán
- Amica, 1905 Théâtre du Casino, Monte Carlo Opera
- Isabeau (Isabeau), 1911 Teatro Coliseo, Buenos Aires
- Parisina, 1913 Teatro alla Scala, Milán
- Lodoletta, 1917 Teatro Costanzi, Řím
- Il piccolo Marat, 1921 Teatro Costanzi, Řím
- Pinotta (komponováno 1880), 1932 Teatro del Casino, San Remo
- Nerone, 1935 Teatro alla Scala, Milán

### Opereta
Si, 1919 Teatro Quirino, Řím

### Kantáty a sbory
- In filanda, 1881, Livorno
- Alla gioia, 1882, Teatro degli Avvalorati, Livorno
- Canto del Lavoro, 1928, Teatro San Carlo, Neapol

### Příležitostná hudba
- The Eternal City, 1902 His Majesty's Theater, Londýn
- Rapsodia satanica, (hudba k filmu) 1917, Teatro Augusteo, Řím
- Danza dei Gianduiotti e Giacomette, 1930 Teatro Regio, Turín
- L'apoteosi della cicogna, 1930 Teatro Regio, Turín
- La canzone del sole, 1933

### Instrumentální hudba
- A Giacomo Leopardi (symfonická báseň), 1898 Teatro Persiani, Recanati
- Danza esotica, 1891 Teatro Mercadante, Cerignola
- Visione lirica, Guardando la Santa Teresa del Bernini, 1923 Teatro Augusteo, Řím
- Fanfara delle diciotto Regioni d'Italia, Per le nozze delle LL.AA.RR. Umberto di Savoia e Maria del Belgio, 1929

### Klavírní skladby
- Novellina, 1881
- Sulle rive di Chiaja, 1883
- Intermezzo, 1888
- Pifferata di Natale, 1890
- Tema di andante, 1899
- La gavotta delle bambole, 1900
- Un pensiero a San Francisco, 1903
- La prima bagnante, 1908
- Sunt lacryma rerum!, 1914
- Visione lirica
- Guardando la Santa Teresa del Bernini. 1923
- Tomina (Intermezzo), 1930

### Chrámová hudba
- Ave Maria / Salve O Maria, 1880 Istituto Musicale Luigi Cherubini, Livorno
- Pater Noster in G major, 1880 Istituto Musicale Luigi Cherubini, Livorno
- Messa di Gloria, 1888 Cerignola
- Invocazione alla Madonna, 1932
- Quae duorum principum es consacrata glorioso sanguine, 1943
- Ave Maria, ?

### Písně
- La tua stella, 1881, Istituto Musicale Luigi Cherubini, Livorno
- Alla luna, 1882
- La stella di Garibaldi, 1882 Politeama, Livorno
- Pena d'amore, 1883
- M'ama… non m'ama, 1884
- Bella cantiam l'amore April, 1884
- Messagio d'amore September, 1884
- Risveglio, 1890
- Rosa, 1890
- Allora ed ora, 1891
- Sintomi d'amore, 1891
- A Lilia, 1894
- L'addio di Palamidone, 1894
- Serenata, 1894
- Sera d'ottobre, 1894
- Ad Adelaide Cairoli, 1899 Teatro Palacorda, Pesaro
- Ascoltiamo!… 1904
- Spes ultima, 1904
- Stornelli marini, 1904
- La luna. 1912
- Bimba bionda, 1913
- Ballata di Maggio, 1917